# Fehérvár Enthroners
I Fehérvár Enthroners sono una squadra di football americano di Székesfehérvár, in Ungheria; fondati nel 2007, hanno vinto 2 titoli nazionali, 1 titolo nazionale di secondo livello, 1 titolo austriaco di secondo livello, 1 titolo austriaco di quarto livello e 1 titolo austriaco di quinto livello. Dal 2023 partecipano al campionato europeo della ELF.

## Dettaglio stagioni

### Tornei nazionali

#### Campionato

##### HFL
| Stagione | regular season | regular season | regular season | regular season | regular season | regular season | playoff | playoff | playoff | playoff | playoff | playoff        | playoff         |
|          | Vin            | Par            | Per            | Tot            | PF             | PS             | Vin     | Per     | Tot     | PF      | PS      | risultato      | avversaria      |
| -------- | -------------- | -------------- | -------------- | -------------- | -------------- | -------------- | ------- | ------- | ------- | ------- | ------- | -------------- | --------------- |
| 2018     | 2              | 0              | 5              | 7              | 123            | 210            | -       | -       | -       | -       | -       | -              | -               |
| 2019     | 3              | 0              | 2              | 5              | 120            | 67             | 3       | 0       | 3       | 63      | 53      | Campioni       | Kiev Capitals   |
| 2021     | 4              | 0              | 0              | 4              | 109            | 21             | 0       | 1       | 1       | 7       | 18      | Hungarian Bowl | Budapest Wolves |
| 2022     | 4              | 0              | 0              | 4              | 150            | 51             | 2       | 0       | 2       | 57      | 37      | Campioni       | Budapest Wolves |
| Totale   | 13             | 0              | 7              | 20             | 502            | 349            | 5       | 1       | 6       | 127     | 108     |                |                 |

Fonti: Enciclopedia del Football - A cura di Massimo Mezzetti

##### Divízió II (secondo livello)/Divízió I
| Stagione | regular season | regular season | regular season | regular season | regular season | regular season | playoff | playoff | playoff | playoff | playoff | playoff   | playoff         |
|          | Vin            | Par            | Per            | Tot            | PF             | PS             | Vin     | Per     | Tot     | PF      | PS      | risultato | avversaria      |
| -------- | -------------- | -------------- | -------------- | -------------- | -------------- | -------------- | ------- | ------- | ------- | ------- | ------- | --------- | --------------- |
| 2010     | 4              | 0              | 2              | 6              | 170            | 34             | -       | -       | -       | -       | -       | -         | -               |
| 2011     | 0              | 0              | 5              | 5              | 45             | 127            | -       | -       | -       | -       | -       | -         | -               |
| 2017     | 7              | 0              | 0              | 7              | 313            | 45             | 1       | 0       | 1       | 28      | 7       | Campioni  | Budapest Eagles |
| Totale   | 11             | 0              | 7              | 18             | 528            | 206            | 1       | 0       | 1       | 28      | 7       |           |                 |

Fonti: Enciclopedia del Football - A cura di Massimo Mezzetti

##### Divízió III/Divízió II (terzo livello)
| Stagione | regular season | regular season | regular season | regular season | regular season | regular season | playoff | playoff | playoff | playoff | playoff | playoff   | playoff                            |
|          | Vin            | Par            | Per            | Tot            | PF             | PS             | Vin     | Per     | Tot     | PF      | PS      | risultato | avversaria                         |
| -------- | -------------- | -------------- | -------------- | -------------- | -------------- | -------------- | ------- | ------- | ------- | ------- | ------- | --------- | ---------------------------------- |
| 2009     | 1              | 0              | 3              | 4              | 105            | 150            | -       | -       | -       | -       | -       | -         | -                                  |
| 2014     | 0              | 0              | 4              | 4              | 47             | 104            | -       | -       | -       | -       | -       | -         | -                                  |
| 2015     | 2              | 0              | 2              | 4              | 60             | 79             | 0       | 1       | 1       | 7       | 14      | Wild Card | Zala Predators                     |
| 2016     | 4              | 0              | 0              | 4              | 116            | 14             | 2       | 1       | 3       | 101     | 53      | Duna Bowl | Budapest Eagles/Tatabánya Mustangs |
| 2021     | 1              | 0              | 4              | 5              | 90             | 132            | -       | -       | -       | -       | -       | -         | -                                  |
| 2022     | 3              | 0              | 1              | 4              | 151            | 70             | 0       | 1       | 1       | 23      | 36      | Wild Card | Levelek Spartans                   |
| Totale   | 11             | 0              | 14             | 25             | 569            | 549            | 2       | 3       | 5       | 131     | 103     |           |                                    |

Fonti: Enciclopedia del Football - A cura di Massimo Mezzetti

##### AFL - Division I
| Stagione | regular season | regular season | regular season | regular season | regular season | regular season | playoff | playoff | playoff | playoff | playoff | playoff   | playoff           |
|          | Vin            | Par            | Per            | Tot            | PF             | PS             | Vin     | Per     | Tot     | PF      | PS      | risultato | avversaria        |
| -------- | -------------- | -------------- | -------------- | -------------- | -------------- | -------------- | ------- | ------- | ------- | ------- | ------- | --------- | ----------------- |
| 2022     | 8              | 0              | 0              | 8              | 352            | 38             | 2       | 0       | 2       | 91      | 25      | Campioni  | Amstetten Thunder |
| 2023     | 1              | 0              | 7              | 8              | 59             | 275            | -       | -       | -       | -       | -       | -         | -                 |
| Totale   | 9              | 0              | 7              | 16             | 411            | 313            | 2       | 0       | 2       | 91      | 25      |           |                   |

Fonti: Enciclopedia del Football - A cura di Massimo Mezzetti

##### AFL - Division II
| Stagione | regular season | regular season | regular season | regular season | regular season | regular season | playoff | playoff | playoff | playoff | playoff | playoff   | playoff        |
|          | Vin            | Par            | Per            | Tot            | PF             | PS             | Vin     | Per     | Tot     | PF      | PS      | risultato | avversaria     |
| -------- | -------------- | -------------- | -------------- | -------------- | -------------- | -------------- | ------- | ------- | ------- | ------- | ------- | --------- | -------------- |
| 2021     | 6              | 0              | 0              | 6              | 274            | 35             | 1       | 1       | 2       | 70      | 35      | Iron Bowl | Schwaz Hammers |
| Totale   | 6              | 0              | 0              | 6              | 274            | 35             | 1       | 1       | 2       | 70      | 35      |           |                |

Fonti: Enciclopedia del Football - A cura di Massimo Mezzetti

##### AFL - Division III
| Stagione | regular season | regular season | regular season | regular season | regular season | regular season | playoff | playoff | playoff | playoff | playoff | playoff   | playoff              |
|          | Vin            | Par            | Per            | Tot            | PF             | PS             | Vin     | Per     | Tot     | PF      | PS      | risultato | avversaria           |
| -------- | -------------- | -------------- | -------------- | -------------- | -------------- | -------------- | ------- | ------- | ------- | ------- | ------- | --------- | -------------------- |
| 2019     | 8              | 0              | 0              | 8              | 276            | 24             | 2       | 0       | 2       | 69      | 12      | Campioni  | Upper Styrian Rhinos |
| Totale   | 8              | 0              | 0              | 8              | 276            | 24             | 2       | 0       | 2       | 69      | 12      |           |                      |

Fonti: Enciclopedia del Football - A cura di Massimo Mezzetti

##### AFL - Division IV
| Stagione | regular season | regular season | regular season | regular season | regular season | regular season | playoff | playoff | playoff | playoff | playoff | playoff   | playoff              |
|          | Vin            | Par            | Per            | Tot            | PF             | PS             | Vin     | Per     | Tot     | PF      | PS      | risultato | avversaria           |
| -------- | -------------- | -------------- | -------------- | -------------- | -------------- | -------------- | ------- | ------- | ------- | ------- | ------- | --------- | -------------------- |
| 2018     | 6              | 0              | 0              | 6              | 302            | 6              | 2       | 0       | 2       | 119     | 6       | Campioni  | Upper Styrian Rhinos |
| Totale   | 6              | 0              | 0              | 6              | 302            | 6              | 2       | 0       | 2       | 119     | 6       |           |                      |

Fonti: Enciclopedia del Football - A cura di Massimo Mezzetti

### Tornei internazionali

#### Central European Football League
| Stagione | regular season | regular season | regular season | regular season | regular season | regular season | playoff | playoff | playoff | playoff | playoff | playoff          | playoff         |
|          | Vin            | Par            | Per            | Tot            | PF             | PS             | Vin     | Per     | Tot     | PF      | PS      | risultato        | avversaria      |
| -------- | -------------- | -------------- | -------------- | -------------- | -------------- | -------------- | ------- | ------- | ------- | ------- | ------- | ---------------- | --------------- |
| 2021     | -              | -              | -              | -              | -              | -              | 0       | 1       | 1       | 0       | 1       | Quarti di finale | Calanda Broncos |
| Totale   | -              | -              | -              | -              | -              | -              | 0       | 1       | 1       | 0       | 1       |                  |                 |

Fonti: Enciclopedia del Football - A cura di Massimo Mezzetti

#### CEFL Cup
| Stagione | regular season | regular season | regular season | regular season | regular season | regular season | playoff | playoff | playoff | playoff | playoff | playoff   | playoff      |
|          | Vin            | Par            | Per            | Tot            | PF             | PS             | Vin     | Per     | Tot     | PF      | PS      | risultato | avversaria   |
| -------- | -------------- | -------------- | -------------- | -------------- | -------------- | -------------- | ------- | ------- | ------- | ------- | ------- | --------- | ------------ |
| 2022     | 1              | 0              | 0              | 1              | 34             | 12             | 1       | 0       | 1       | 24      | 20      | Campioni  | Prague Lions |
| Totale   | 1              | 0              | 0              | 1              | 34             | 12             | 1       | 0       | 1       | 24      | 20      |           |              |

#### European League of Football
| Stagione | regular season | regular season | regular season | regular season | regular season | regular season | playoff | playoff | playoff | playoff | playoff | playoff   | playoff    |
|          | Vin            | Par            | Per            | Tot            | PF             | PS             | Vin     | Per     | Tot     | PF      | PS      | risultato | avversaria |
| -------- | -------------- | -------------- | -------------- | -------------- | -------------- | -------------- | ------- | ------- | ------- | ------- | ------- | --------- | ---------- |
| 2023     | 3              | 0              | 9              | 12             | 218            | 422            | -       | -       | -       | -       | -       |           |            |
| Totale   | 3              | 0              | 9              | 12             | 218            | 422            | -       | -       | -       | -       | -       |           |            |

### Riepilogo fasi finali disputate
| Anno             | Luogo          | Evento               | Fase del torneo  | Incontro                                   | Risultato     |
| 20 giugno 2015   |                | Divízió II           | Wild Card        | Zala Predators - Fehérvár Enthroners       | 14 - 7        |
| 8 ottobre 2016   | Székesfehérvár | Divízió I/Divízió II | Playout          | Fehérvár Enthroners - Tatabánya Mustangs   | 35 - 6        |
| 15 luglio 2017   |                | Divízió I            | Pannon Bowl      | Fehérvár Enthroners - Budapest Eagles      | 28 - 7        |
| 28 luglio 2018   |                | AFL - Division IV    | Semifinale       | Upper Styrian Rhinos - Fehérvár Enthroners | 6 - 44        |
| 6 luglio 2019    | Budapest       | HFL                  | Hungarian Bowl   | Fehérvár Enthroners - Kiev Capitals        | 14 - 12       |
| 20 luglio 2019   | Oberaich       | AFL - Division III   | Challenge Bowl   | Fehérvár Enthroners - Upper Styrian Rhinos | 32 - 6        |
| 29 maggio 2021   |                | CEFL                 | Quarti di finale | Calanda Broncos - Fehérvár Enthroners      | 1 - 0 d.g.s.  |
| 10 luglio 2021   | Székesfehérvár | HFL                  | Hungarian Bowl   | Fehérvár Enthroners - Budapest Wolves      | 7 - 18        |
| 13 novembre 2021 |                | AFL - Division II    | Iron Bowl        | Schwaz Hammers - Fehérvár Enthroners       | 35 - 0 d.g.s. |
| 16 luglio 2022   |                | HFL                  | Hungarian Bowl   | Fehérvár Enthroners - Budapest Wolves      | 31 - 24       |
| 31 luglio 2022   |                | AFL - Division I     | Silver Bowl      | Fehérvár Enthroners - Amstetten Thunder    | 42 - 7        |
| 10 luglio 2022   |                | Divízió II           | Wild Card        | Fehérvár Enthroners 2 - Levelek Spartans   | 23 - 36       |

## Palmarès
- 2 Hungarian Bowl (2019, 2022)
- 1 Pannon Bowl (2017)
- 1 Silver Bowl austriaco (2022)
- 1 Challenge Bowl austriaco (2019)
- 1 Mission Bowl austriaco (2018)